# ラリー・バーンズ
ラリー・リチャード・バーンズ・ジュニア（Larry Richard Barnes Jr. , 1974年7月23日 - ）は、アメリカ合衆国・カリフォルニア州カーン郡ベーカーズフィールド出身のプロ野球選手（一塁手、左翼手）。左投左打。

## 経歴
1993年のMLBドラフト69巡目（全体1646位）でフロリダ・マーリンズから指名されたが、この時は入団せず。
1994年のMLBドラフト51巡目（全体1380位）ではアトランタ・ブレーブスから指名されたが、この時も入団せず。
1995年にカリフォルニア・エンゼルスと契約してプロ入り。2001年4月11日にメジャーデビュー。
2004年、読売ジャイアンツに移籍したタフィ・ローズの穴を埋める存在を期待され、梨田昌孝監督率いる大阪近鉄バファローズに入団した。内野手登録ではあったが、左翼手や指名打者での起用がほとんどだった。
開幕戦から3番を任され開幕第2戦の対日本ハム戦では、3点を追う9回裏二死満塁の場面で、建山義紀から2点適時二塁打を放ち、続く中村紀洋の逆転サヨナラ打に繋げた。ところが翌日の試合で故障に見舞われる。6月1日に復帰すると、6月8日の対西武戦（大阪ドーム）で来日初本塁打を満塁本塁打で飾った。なお、同僚の大西宏明が同年に初本塁打を初回先頭打者本塁打で記録していたことで、先頭打者本塁打と満塁本塁打で初本塁打を記録した選手が同一年に揃ったのは史上2例目となった。しかし、その後は勢いが持続せず、7月にマリオ・バルデスの加入で二軍に降格。暫く活躍していたそのマリオが調子を落としてからは、8月28日に再登録。同日の対ロッテ戦で出場するが、1点リードの9回表2死2塁の場面でマット・フランコが放ったライナー性の打球を後逸（記録は三塁打）。同点になったあとチームは延長戦の末に敗れBクラスが決定。結局、一・二軍の往復に終始し、チームの消滅とともに自由契約となった。
2005年はマーリンズ傘下（当時）のAAA級アルバカーキ・アイソトープス、2006年は独立リーグ・アトランティック・リーグのサマセット・パトリオッツでプレーした。

## 人物
母親はタイ出身である。

## 詳細情報

### 年度別打撃成績
| 年 度    | 球 団    | 試 合 | 打 席 | 打 数 | 得 点 | 安 打 | 二 塁 打 | 三 塁 打 | 本 塁 打 | 塁 打 | 打 点 | 盗 塁 | 盗 塁 死 | 犠 打 | 犠 飛 | 四 球 | 敬 遠 | 死 球 | 三 振 | 併 殺 打 | 打 率 | 出 塁 率 | 長 打 率 | O P S |
| -------- | -------- | ----- | ----- | ----- | ----- | ----- | -------- | -------- | -------- | ----- | ----- | ----- | -------- | ----- | ----- | ----- | ----- | ----- | ----- | -------- | ----- | -------- | -------- | ----- |
| 2001     | ANA      | 16    | 41    | 40    | 2     | 4     | 0        | 0        | 1        | 7     | 2     | 0     | 0        | 0     | 0     | 1     | 0     | 0     | 9     | 1        | .100  | .122     | .175     | .297  |
| 2003     | LAD      | 30    | 39    | 38    | 2     | 8     | 2        | 0        | 0        | 10    | 2     | 0     | 0        | 0     | 0     | 1     | 0     | 0     | 9     | 0        | .211  | .231     | .263     | .494  |
| 2004     | 近鉄     | 34    | 117   | 107   | 18    | 27    | 3        | 1        | 4        | 44    | 19    | 1     | 0        | 0     | 0     | 9     | 0     | 1     | 32    | 2        | .252  | .316     | .411     | .727  |
| MLB：2年 | MLB：2年 | 46    | 80    | 78    | 4     | 12    | 2        | 0        | 1        | 17    | 4     | 0     | 0        | 0     | 0     | 2     | 0     | 0     | 18    | 1        | .154  | .175     | .218     | .393  |
| NPB：1年 | NPB：1年 | 34    | 117   | 107   | 18    | 27    | 3        | 1        | 4        | 44    | 19    | 1     | 0        | 0     | 0     | 9     | 0     | 1     | 32    | 2        | .252  | .316     | .411     | .727  |

### 記録
NPB
- 初出場・初先発出場：2004年3月27日、対北海道日本ハムファイターズ1回戦（大阪ドーム）、3番・左翼手として先発出場
- 初安打：2004年3月28日、対北海道日本ハムファイターズ2回戦（大阪ドーム）、4回裏にカルロス・ミラバルから右前安打
- 初打点：同上、9回裏に建山義紀から右翼線へ2点適時二塁打
- 初本塁打：2004年6月8日、対西武ライオンズ13回戦（大阪ドーム）、7回裏に潮崎哲也から右越満塁本塁打

### 背番号
- 37（2001年）
- 14（2003年）
- 42（2004年）